# 資安協作自動化應變
資安協作自動化應變（Security orchestration, automation and response）簡稱SOAR，是一組網路安全的技術，可以讓組織針對一些資訊安全事件進行自動化的處理。此技術會搜集資安監控中心監控的輸入，像安全性資訊與事件管理（SIEM）系統、網路威脅情報平臺（TIP）等系統，以及其他安全技術的警告，協助定義標準事故響應活動，並且進行優先排序以及推動相關活動。
組織會使用SOAR平台提昇實體及網路安全作業的效率。SOAR讓管理者可以在無需人工介入的情形下處理安全警訊。當網路工具偵測到安全事件，SOAR會依安全事件的本質，發送警報給管理者，或是進行其他的應變措施。

## 組成
資安協作自動化應變可以分為協作、自動化以及事件響應三部份。
協作（Orchestration）元件連接資訊系統中不同的安全工具以及系統。會讓客戶建立的應用程式和系統內建的安全工具整合，可以一起運作。此元件也會連接不同的端點、防火牆、用戶安全分析工具。
自動化（Automation）元件會處理協作元件搜集的大量資訊，透過機器學習過程來分析。SOAR會處理大量記錄分析的人工工作，並且處理ticket請求、弱點檢查以及稽核流程。
事件響應（Incident response）元件讓資安監控中心在識別到潛在威脅時，可以進行回應。此元件也可以自動化處理事件後的活動（像是威脅情資分享）。

## 營運手冊和執行腳本
配合營運手冊和執行腳本，SOAR讓管理者可以定義潛在的事件和響應。
營運手冊（playbook）是敘述如何驗證安全事件及應該如何響應的文件。營運手冊的目的是說明執行腳本需要作的事。若SOAR 失效， 可以用營運手冊作人工處理的備案。
執行腳本（runbook）是用自動化工具實現營運手冊中列的工作，讓系統可以進行事先定義的措施，以緩和威脅的影響。